# Petra Thürmann
Petra Thürmann (geb. 13. August 1960 in Frankfurt am Main) ist eine deutsche Pharmakologin und Hochschullehrerin. Sie ist stellvertretende Ärztliche Direktorin des Universitätsklinikums in Wuppertal und seit November 2021 Vizepräsidentin der Universität Witten/Herdecke. An dieser Universität hat sie den Lehrstuhl für Klinische Pharmakologie inne.

## Werdegang
Thürmann nahm im Jahr 1979 ein Studium der Humanmedizin an der Frankfurter Johann Wolfgang Goethe-Universität auf, das sie im Jahr 1986 abschloss. Im selben Jahr wurde sie Wissenschaftliche Assistentin in der Abteilung für Klinische Pharmakologie am Klinikum der Universität. Thürmann promovierte im Jahr 1987 und wurde im Jahr 1992 Fachärztin für Klinische Pharmakologie. Im Jahr 1997 habilitierte sie sich am Fachbereich Humanmedizin der Johann Wolfgang Goethe-Universität, wurde Direktorin des Instituts für Klinische Pharmakologie am Ferdinand Sauerbruch Klinikum in Wuppertal und erhielt kommissarisch den Lehrstuhl für Klinische Pharmakologie an der Universität Witten/Herdecke. Auf diesen Lehrstuhl wurde sie schließlich am 1. September 1998 berufen. Von Oktober 2016 bis 2018 war Thürmann als Ärztliche Direktorin des Helios Universitätsklinikums Wuppertal tätig. Seit November 2019 leitet Thürmann das Helios Center for Research and Innovation (HCRI).

### Wissenschaftlicher Beitrag
Im Jahr 2010 stellte Thürmann eine Liste von Medikamenten zusammen, die insbesondere für ältere Menschen ein Risikopotenzial haben. Von den zu der Zeit entsprechend diskutierten 131 Arzneistoffen wurden 83 in die Aufstellung übernommen. Anhand dieser sogenannten Priscus-Liste können sich seither Ärzte bei der Verordnung darüber informieren, ob bestimmte Medikamente für ihre Patienten Risikofaktoren mit sich bringen, beispielsweise indem sie das Sturzrisiko erhöhen oder die Wahrnehmung trüben. Die Priscus-Liste erläutert nicht nur die Gefahrenpotentiale von eventuell gefährlichen Wirkstoffen, sie führt ebenfalls Begleiterkrankungen und Therapiealternativen auf. Im Jahr 2009, also zum Zeitpunkt der Entwicklung der Priscus-Liste, wurden circa 3,35 Millionen älteren Patienten solche Medikamente verordnet. Innerhalb von zehn Jahren sank die Anzahl auf 2,4 Millionen Patienten.

## Engagement
Thürmann engagiert sich in zahlreichen nationalen und internationalen Fachgesellschaften und ist Mitglied diverser Kommissionen des deutschen Gesundheitswesens, darunter die Arzneimittelkommission der deutschen Ärzteschaft, der Beirat der Bundesärztekammer und der wissenschaftliche Beirat des Bundesinstituts für Arzneimittel und Medizinprodukte. Sie ist außerdem Mitherausgeberin des Arzneimittel-Kompass und seit März 2024 Mitglied des ExpertInnenrat "Gesundheit und Resilienz" des Bundeskanzleramts, dem Nachfolgegremium des Corona-ExpertInnenrats.
Von 2011 bis 2023 war Thürmann Mitglied im Sachverständigenrat zur Begutachtung der Entwicklung im Gesundheitswesen, der die Bundesregierung wissenschaftlich berät und alle zwei Jahre – zuletzt im Januar 2023 – ein Gutachten zur Situation und zur Entwicklung des deutschen Gesundheitswesens vorlegt. Die Berufung Thürmanns in dieses Gremium wertete der Deutsche Ärztinnenbund mit dem Kommentar „Eine Top-Frau am richtigen Platz“ als positiv.
Seit März 2024 sitzt sie im Expertenrat Gesundheit und Resilienz.

## Publikationen
Als Herausgeberin:
- mit Andreas Meißner: Digitalisierte Gesundheit? Streitfragen (Kindle), Westend Verlag, Frankfurt am Main 2022
- mit Helmut Schröder und Carsten Telschow: Arzneimittel Kompass 2022. Hochpreisige Arzneimittel – Herausforderung und Perspektiven, Springer Verlag, Berlin 2021, ISBN 978-3662639283

Als Beiträgerin:
- Wilfried von Elff: Patientenorientierte Arzneimittelversorgung. Sicherheit und Wirtschaftlichkeit des Arzneimittelmanagements, Thieme Verlag, Stuttgart 2011, ISBN 978-3131538215
- Werner-J. Mayet: Geriatrische Gastroenterologie, De Gruyter Verlag, Berlin 2017, ISBN 978-3110404272